# 月刊マガジンZ
『月刊マガジンZ』（げっかんマガジンゼット）は、講談社が1999年から2009年まで刊行していた漫画雑誌。

## 概要
「メディアミックス誌」と銘打って1999年6月26日発売の8月号にて創刊。そのコンセプト通りアニメや特撮やゲームなど他ジャンルの作品を漫画化した作品が多く掲載されていた。創刊当初は全ての作品のネーム（台詞）に読み仮名が振られていたが、後期は読み仮名を振らない作品が多くなっていた。また、1999年より「永井豪新人大賞」を主催し、出身者にはコンノトヒロなどがいる。
2006年の発行部数は月平均でおよそ4万部であったが、2008年には2万2500部まで落ち込み、2009年1月26日発売の3月号をもって休刊した。一部の連載については、講談社が発行する別の漫画雑誌（主に『マガジンGREAT』）へ移籍したが、年内に同誌が『マガジンイーノ』へとリニューアルされ、新雑誌創刊に際しての事実上の合併であることが判明した。移籍した漫画については後述。

## 特徴
創刊当初は紙面とタイアップしたゲームの記事も組まれていたが、徐々に少なくなり、最終的にほぼ漫画のみの紙面となった。休載する作品が非常に多く、『VAMPIRE MASTER ダーククリムゾン』など休載したまま打ち切りになった作品もある。一時期製本に薄くて質の高い紙が用いられていたが、のちに元の紙質に戻された。
『仮面ライダーSPIRITS』を連載していた村枝賢一は、縛りがきつくて自由度がない同時代の他誌に対し、名作のコミカライズからオリジナル作品までなんでもありの懐の深い雑誌であったと述べている。

## 歴代掲載作品
- RD 潜脳調査室（原作：Production I.G・士郎正宗、原作協力：クロスロード、漫画：宮野桃太郎）
- アイはカゲロウ（瀬口たかひろ 全2巻）
- 蒼い空のネオスフィア（海野智原作：工画堂スタジオ 全1巻）
- Atomicネコカブッ（二階堂ヒカル 全4巻）
- アフレコ（原作：薗田正弘 漫画：小林拓己 全3巻）
- アベノ橋魔法☆商店街（原作：GAINAX 漫画：出口竜正 全2巻）
- AMON デビルマン黙示録（原作：永井豪 漫画：衣谷遊 全6巻）
- AYAKASHI（脚本：金子ツトム、漫画：かのえゆうし 全2巻）
- 漫画版 あらしのよるに（原作：木村裕一 漫画：空十雲 全1巻）
- ism/i（夏十耳・空十雲）
- ウルトラマンSTORY 0（作画：真船一雄 原作・監修：円谷プロダクション） - 関連『ウルトラシリーズ』
移籍 → テレまんがヒーローズ。
- 8マン インフィニティ（作画：鷹氏隆之 原作：七月鏡一 全6巻） - 関連『8マン』
- カオスギア 〜導かれし少女〜（ひのき一志 全1巻）
- カスミ伝△（唐沢なをき 全2巻）
- 仮面ライダーSPIRITS（作画：村枝賢一 原作：石ノ森章太郎） - 関連『昭和仮面ライダーシリーズ』、『10号誕生!仮面ライダー全員集合!!』
移籍 → 月刊少年マガジン。後に「新・仮面ライダーSPIRITS」に改題。
- Culdcept（作画：かねこしんや 監修：大宮ソフト） - 関連『カルドセプト』
- 機巧奇傳ヒヲウ戦記（作画：神宮寺一 原作：會川昇・BONES 全4巻）
- 危機之介御免（作画：海童博行 原作：富沢義彦 原案：大友克洋 全3巻）
- 偽書 ゲッターロボDASH（原作：永井豪・石川賢 漫画：西川秀明）
移籍 → ヤングアニマル嵐。「偽書ゲッターロボ ダークネス」に改題。
- 機動戦士ガンダム00（田口央斗）
移動 → マガジンイーノ
- 機動戦士ガンダムSEED（岩瀬昌嗣 全5巻）
- 機動戦士ガンダムSEED DESTINY（岩瀬昌嗣 全4巻）
- Q&A（熊倉裕一） - 休載中
- Qコちゃん THE地球侵略少女（ウエダハジメ 全2巻）
- 極東綺譚（衣谷遊、全3巻）
- ギルティギアXTRA（隅井章仁 原作：石渡太輔・海法紀光）
- KING OF BANDIT JING（熊倉裕一 全7巻）
- クロノアイズ（長谷川裕一 全6巻）
- クロノアイズ・グランサー（長谷川裕一 全3巻）
- 剣客異聞録 甦りし蒼紅の刃〜サムライスピリッツ新章〜（作画：矢口岳 原作：SNK 全2巻）
- 幻星神ジャスティライザー（作画：野坂尚史 原作：東宝 ジャスティライザープロジェクト）
- 荒野に獣慟哭す（作画：伊藤勢 原作：夢枕獏）
- ここなつ!（真伊東）
- こども無双（コンノトヒロ）
- サイキックアカデミー煌羅万象（克・亜樹 全11巻）
- サイコダイバー毒島獣太（作画：伊藤ケイイチ 原作：夢枕獏、全3巻）
- サクラ大戦漫画版（作画：政一九 原作：広井王子 全9巻） - 関連『サクラ大戦』
※連載終了後、マガジンイーノにて続編「サクラ大戦漫画版第二部」が開始。
- サクラ大戦ショウ劇場（都波みなと、奥谷かひろ、政一九）
- Satanikus ENMA ケルベロス（原作：永井豪、漫画：烏山英司） - 関連『ドロロンえん魔くん』
- THE ビッグオー（原作：矢立肇 漫画：有賀ヒトシ、全6巻、番外編（LOST MEMORY編）：全2巻）
- ザ・ランブルフィッシュ（橘茶茶 原作：ディンプス、未単行本化）
- 式神の城（作画：たかなぎ優名 脚本：是空とおる 原作：アルファ・システム、第1部：全3巻、ねじれた城編：全8巻）
- シャイニング・フォース ネオ（作画：渋染かずき 原作：和智正喜 全2巻）
- ジャバウォッキー（久正人）
移籍 → Web別冊「ZOO」
- シュヴァリエ（漫画：夢路キリコ 原作：冲方丁）
- 少年名探偵虹北恭介の冒険（やまさきもへじ 原作：はやみねかおる）
- スカイガールズ（作画：大関詠嗣 原作：熊坂省吾 全1巻）
- スチームボーイ（作画：衣谷遊 原案、脚本大友克洋 全3巻）
- ∀ガンダム（曽我篤士 全5巻）
- 超星神グランセイザー（作画：西川伸司 原作：東宝 グランセイザープロジェクト 全3巻）
- 超腕導ガイアーム（和田龍 全2巻）
- ツレビト（吉富昭仁 全4巻）
- 鉄人28号 皇帝の紋章（作画：長谷川裕一 原作：横山光輝 全3巻）
- 天地開闢（克・亜樹 全3巻）
- トモルの星（永野のりこ 全1巻）
- NIGHT HEAD GENESIS（作画：氷栗優 原作：飯田譲治 全3巻）
- ねこだま SPIRIT OF TAILS（えびふらい）
- 濃爆おたく先生（徳光康之 全2巻）
- 濃爆おたく大統領（徳光康之 全2巻）
- 箱館妖人無頼帖 ヒメガミ（環望、全5巻）
- バケギャルズ（毛利大司）
- BATMAN CHILD OF DREAMS（麻宮騎亜 全2巻）
- VAMPIRE MASTER ダーククリムゾン（うるし原智志 全3巻）未完
- ヒロイック・エイジ（原作：XEBEC、漫画：蕨野くげ子 全4巻）
- ぷぎゅる（コンノトヒロ 全7巻）
- 武刃街-斬皇伝説（脚本：黒田洋介、作画：乾一郎 全2巻）
- プラッシーボ（吉岡榊 全2巻）
- フリクリ（作画：ウエダハジメ 原作：GAINAX 全2巻）
- VOID（作画：李成圭 原作：七月鏡一）
- ぽぽたん（原作：ぷちフェレット 漫画：泉ゆうじろ〜 全2巻）
- マジカノ（百瀬武昭、全10巻）
- マジンガーエンジェル（作画：新名昭彦 原作：永井豪 企画協力：プレックス 全4巻）
- 緑の王 VERDANT LORD（作画：曽我篤士 原作：たかしげ宙 全9巻）
- メトロイド（作画：石川堅士 原作：任天堂 脚本：田沢孔治 全2巻）
- 薬師寺涼子の怪奇事件簿（作画：垣野内成美 原作：田中芳樹）
移籍 → 月刊アフタヌーン
- 夜光闘姫スカーレット（秋恭摩 全2巻）
- 闇狩り師（作画：木村周司 原作：夢枕獏）
- 幽形聖境クークラ（作画：御船麻砥 原作：田沢孔治 全2巻）
- リオン（作画：島崎譲 原作：和田慎二 全5巻）
- ワイルドアームズ花盗人（大峡和歌子 全2巻）

## 発行部数
- 1999年 創刊号 150,000部
- 2003年 50,000部
- 2004年 46,041部
- 2005年 36,584部
- 2006年 32,750部
- 2007年 27,375部
- 2008年 4月-6月 22,500部
- 2008年 7月-9月 22,334部

※社団法人日本雑誌協会の公表値より（社団法人日本雑誌協会）

## マガジンZKC
マガジンZKCは『月刊マガジンZ』及び『ヒーロークロスライン』に掲載された作品を主に収録する漫画単行本レーベル。1999年12月16日創刊。
『機神』（永井豪とダイナミックプロ）、『∀ガンダム』（原作：矢立肇・富野由悠季、作画：曽我篤士）、『KING OF BANDIT JING』（熊倉裕一）、『サイキックアカデミー煌羅万象』（克・亜樹）、『THEビッグオー』（原作：矢立肇、作画：有賀ヒトシ）が最初に発行された。
ロゴタイプは背表紙上部に、「Z」の中央に「KC」の文字を配したものが使われ、その上にコード番号が記されている。

### 関連レーベル
マガジンZKCDX
汎用レーベルKCDXのマガジンZ版。マガジンZKCの特装版。
マガジンZKC HXL ヒーロークロスラインシリーズ
『ヒーロークロスライン』掲載作品を収録するレーベル。リンク先参照。